# Perișani
Perișani es una comuna de Rumanía de 3850 habitantes (2010), situada en el distrito de Vâlcea, en la región histórica de Valaquia. 
La comuna está formada por la unión de ocho pueblos: Băiașu, Mlăceni, Perișani, Poden, Poiana, Prip, Spinu y Surdoiu. 
En 2004 se separó de Titești para formar una comuna independiente.
Se ubica unos 40 km al norte de Râmnicu Vâlcea, cerca del límite con el distrito de Argeș.